# أدولف باستيان
ادولف باستيان (بالألمانية: Adolf Bastian) (و. 1826 – 1905 م) هو عالم إنسان، وكاتب، وعالم نفس، من ألمانيا، ولد في بريمن، وكان عضوًا في الأكاديمية الألمانية للعلوم ليوبولدينا، توفي في بورت أوف سبين، عن عمر يناهز 79 عاماً.

## التعليم
تعلم في جامعة هايدلبرغ، وجامعة يينا.

## مناصب وهيئات
أدار جامعة هومبولت في برلين.

## جوائز
حصل على جوائز منها:
- Order of the Red Eagle 2nd Class  [لغات أخرى]‏.

## روابط خارجية
- أدولف باستيان على موقع الموسوعة البريطانية (الإنجليزية)